# Poljane (żupania brodzko-posawska)
Poljane – wieś w Chorwacji, w żupanii brodzko-posawskiej, w gminie Dragalić. W 2011 roku liczyła 100 mieszkańców.